# Team Øster Hus-Ridley/Saison 2012
Dieser Artikel listet Erfolge und Fahrer des Radsportteams Øster Hus-Ridley in der Saison 2012 auf.

## Erfolge in der UCI Europe Tour
| Datum        | Rennen                                           | Kat. | Fahrer            |
| ------------ | ------------------------------------------------ | ---- | ----------------- |
| 1. Mai       | Rund um den Finanzplatz Eschborn-Frankfurt (U23) | 1.2U | Sven Erik Bystrøm |
| 2. September | Kernen Omloop Echt-Susteren                      | 1.2  | Daniel Hoelgaard  |

## Platzierungen in UCI-Ranglisten
| UCI Continental Circuit | Platz |
| ----------------------- | ----- |
| UCI Europe Tour 2012    | 81    |

## Zugänge – Abgänge
| Zugänge                  | Team 2011       | Abgänge              | Team 2012                            |
| ------------------------ | --------------- | -------------------- | ------------------------------------ |
| Frans-Leonard Markaskard | Ringeriks-Kraft | Michael Stevenson    | Team Concordia Forsikring-Himmerland |
| Sven Erik Bystrøm        | Neoprofi        | Christofer Stevenson | UK Youth Cycling                     |
| Kristian Dyrnes          | Neoprofi        | Roy Hegreberg        | Karriereende                         |
| Fredrik Strand Galta     | Neoprofi        | Frode Solberg        | Unbekannt                            |

## Mannschaft
| Name                     | Geburtstag              | Nationalität |              |
| ------------------------ | ----------------------- | ------------ | ------------ |
| Håvard Blikra            | 2. November 1991        | Norwegen     |              |
| Sven Erik Bystrøm        | 21. Januar 1992         | Norwegen     |              |
| Kristian Dyrnes          | 20. April 1992          | Norwegen     |              |
| Filip Eidsheim           | 16. Februar 1990        | Norwegen     |              |
| Fredrik Strand Galta     | 19. Oktober 1992        | Norwegen     |              |
| Daniel Egeland Jarstø    | 18. Mai 1990            | Norwegen     |              |
| Frans-Leonard Markaskard | 27. Oktober 1990        | Norwegen     |              |
| Ole Martin Ølmheim       | 21. Juli 1990           | Norwegen     |              |
| Johan Ziesler            | 19. Oktober 1990        | Norwegen     |              |
| Stagiaires               | Stagiaires              | Nationalität | Nationalität |
| Daniel Hoelgaard         | Daniel Hoelgaard        | Norwegen     |              |
| Tormod Hausken Jacobsen  | Tormod Hausken Jacobsen | Norwegen     |              |